# Matthias Redlich (Politiker)
Matthias Redlich (* 1982 in Sangerhausen) ist ein deutscher Politiker (CDU) und Abgeordneter im Landtag von Sachsen-Anhalt.
Matthias Redlich studierte an der Universität Leipzig Politikwissenschaften und Verwaltungswissenschaft mit Diplom in beiden Fächern 2010. Nach weiterer Tätigkeit an der Hochschule leitete er ab 2014 das Kompetenzzentrum für kommunale Infrastruktur am Institut für öffentliche Finanzen und Public Management des Freistaates Sachsen. Als wissenschaftlicher Mitarbeiter war er danach ab 2017 oder 2018 für den Bundestagsabgeordneten Torsten Schweiger tätig.
Bei der Landtagswahl in Sachsen-Anhalt 2021 erhielt er ein Direktmandat im Wahlkreis Sangerhausen.